# Marcel Rajman
Marcel Rajman, dit Simon Maujean, dit Faculté, dit Michel, dit Michel Mieczlav (1er mai 1923 à Varsovie - 21 février 1944, fusillé au fort du Mont-Valérien), est un Juif polonais, soldat volontaire de l'armée française de libération Francs-tireurs et partisans - Main-d'œuvre immigrée (FTP-MOI), membre du Groupe Manouchian-Boczov-Rayman et chef du groupe d'action très actif « Stalingrad ».

## Biographie

### Premières années
Marcel Rajman est le fils de Moszek Rajman et de Chana Rajman née Peltin. Moszek Rajman est né le 17 novembre 1891 à Lublin en Pologne et Chana Peltin est née le 1er août 1893 à Varsovie en Pologne.
Marcel Rajman vient en France avec ses parents à l'âge de huit ans. À dix ans, il entre aux Pionniers et au club sportif ouvrier Yask. Rattrapant son retard, il étudie et passe son brevet élémentaire à quinze ans. Il commence à travailler avec ses parents comme ouvrier tricoteur.

### Seconde Guerre mondiale
Recherché par la police dès 1941, il se fait faire de faux papiers et, dès que les premiers groupes des Jeunesses communistes se reforment, il y adhère d'emblée et milite activement jusqu'au début de 1942, participant aux manifestations illégales, collages d'affiches, papillons, etc. Il devient responsable des J.C. du 11e arrondissement et habite au no 1, rue des Immeubles-Industriels.
Au début de 1942, il demande à entrer au deuxième détachement juif FTP. Il est accepté. Il se distingue aussitôt par son courage et son intelligence. Il est nommé moniteur pour entraîner les nouveaux combattants. Lorsque le groupe tchèque des FTP se forme, il y est envoyé pour leur enseigner l'art militaire des partisans. Il y réussit pleinement et la première action contre les Allemands au pont des Arts connaît un très grand retentissement.
Lors de la formation du détachement arménien, il est de nouveau envoyé comme moniteur. Fait notable, la première action de Missak Manouchian, à Levallois, est faite sous la direction de Marcel Rajman.
Le 3 juin 1942, devant le 17, rue Mirabeau à Paris, 16e arrondissement, Marcel Rajman et Ernest Blaukopf lancent à toute volée des grenades sur un car de la Kriegsmarine. Les Allemands ripostent d'un feu nourri. Marcel Rajman, recherché par toutes les polices, parvient à s'échapper. Ernest Blaukopf sera appréhendé le 21 juillet 1943 et fusillé le 28 septembre 1943 au mont Valérien.
Durant l'été 1943, les FTP MOI décident d'abattre le commandant du Grand Paris, le général von Schaumburg, signataire des affiches placardées dans Paris annonçant l'exécution des résistants. Le service de Renseignement de la FTP MOI repère un officier très galonné. Il va quotidiennement se promener à cheval au bois de Boulogne, escorté de deux gardes. Après sa promenade, il remonte l'avenue Raphaël et entre dans la cour d'un luxueux hôtel, avant de reprendre sa voiture de fonction qui le conduit à l'hôtel Meurice. L'itinéraire étant toujours le même, Marcel Rajman, Raymond Kojiski et Leo Kneler décident d’agir. Le 28 juillet 1943, les trois hommes attaquent la voiture en lançant une grenade et parviennent à s'enfuir. Mais la cible est manquée... et de plus, ce n'était pas le commandant du Grand Paris qui se trouvait dans la voiture ce jour-là, mais le lieutenant colonel Moritz von Maliber et un membre de son état-major.
Désormais Marcel Rajman est très recherché. Sa planque, rue de Belleville à Paris, ne tarde pas à être connue des Renseignements généraux de la BS2. Mais ceux-ci préfèrent prolonger la filature plutôt que de se contenter d'une seule arrestation.
En juillet et août 1943, les brigades spéciales no 2 des Renseignements généraux concentrent leurs efforts sur les « terroristes » de la MOI. Marcel Rajman, responsable du groupe des dérailleurs (de trains) et de l'exécution, Missak Manouchian, chef militaire, et Leo Kneler, combattant très aguerri, sont les plus recherchés.
Début août 1943, Lajb Goldberg, farouche partisan depuis juillet 1942 (ses parents ont été raflés) est identifié et suivi jusqu'au 9 bis, passage Stinville. Il ressort accompagné de Marcel Rajman, suivi par l'inspecteur Constant des RG.
À la fin de l'été, presque tous les combattants de la MOI sont repérés.
Le service de renseignement FTP-MOI avait remarqué des renforcements des mesures de sécurité rue Saint-Dominique, à Paris. Une grosse Mercedes garnie sur les ailes de fanions à croix gammée, pénétrait régulièrement dans la cour de la Maison de la Chimie et un dignitaire nazi en descendait. Après quatre mois de filatures, la direction militaire de la MOI avise Marcel Rajman, Leo Kneler et Celestino Alfonso de préparer un plan d'attaque contre ce dignitaire. L'opération est placée sous l'autorité de Missak Manouchian, responsable militaire des FTP-MOI, depuis fin août 1943.
Le 28 septembre 1943, à 8 h 30, la Mercedes stationne quelques minutes avant d'emporter son passager. Celestino Alfonso tire sur l'officier SS quand il monte en voiture. Les vitres amortissent les balles. L'homme est blessé ; il tente de fuir par la portière opposée, mais Marcel Rajman l'achève de trois balles. C'est par la presse allemande que les combattants apprennent l'identité du personnage : il s'agit de Julius Ritter, responsable du STO en France. La dénonciation en première page de cet « acte abominable » et les obsèques officielles en l'Église de la Madeleine donnent plus d'éclat encore à l'opération. En représailles, 50 otages choisis parmi les détenus du fort de Romainville, sont exécutés au Mont-Valérien le 2 octobre 1943,.

### Aux mains de l'ennemi
Marcel Rajman est arrêté par les brigades spéciales le 16 novembre 1943 à un rendez-vous avec Olga Bancic. Il est inculpé dans le procès des 23 FTP-Immigrés qui se déroule les 17 et 18 février 1944. Il est l'un des dix représentés sur l'Affiche rouge placardée dans tout Paris. Le tribunal militaire allemand le condamne à mort. Il est fusillé au fort du Mont-Valérien le 21 février 1944 avec vingt-et-un membres du groupe Manouchian,,.
Son père, Moszek Rajman, est déporté par le Convoi No. 3, en date du 22 juin 1942, de Drancy vers Auschwitz. Sa mère, Chana Rajman, est déportée par le Convoi No. 67, en date du 3 février 1944, de Drancy vers Auschwitz. Simon, son jeune frère arrêté en même temps que sa mère, est interné à Fresnes, puis au camp de Royallieu (Compiègne) et est déporté en tant que résistant à Buchenwald par le convoi du 22 janvier 1944.
La mention « Mort pour la France » est attribuée à Marcel Rajman par le ministère des anciens combattants en date du 17 avril 1972.
Marcel Rajman déclare : « je mourrai au moins pour quelque chose. Je ne regrette rien. Si chaque Juif en avait descendu autant que moi, il n’y aurait plus d’armée nazie ».

## Mémoire
Le livre L'Affiche rouge, du journaliste et écrivain Philippe Ganier-Raymond, paru le 5 mai 1975, quelques mois avant le film L'Affiche rouge de Franck Cassenti, rappelle en 250 pages l'action des combattants des FTP-MOI du Groupe Manouchian-Boczov-Rayman. Sur ses sept chapitres, un est consacré à Joseph Boczov, un autre à Missak Manouchian, un troisième à Thomas Elek et un autre à Marcel Rajman et ses camarades du détachement juif.

## Liste des membres du groupe Manouchian exécutés

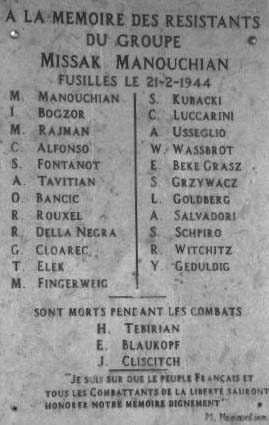
Mémorial de l'Affiche rouge à Valence.

La liste suivante des 23 membres du groupe Manouchian exécutés par les Allemands signale par la mention (AR) les dix membres que les Allemands ont fait figurer sur l'Affiche rouge :
- Celestino Alfonso (AR), Espagnol, 27 ans
- Olga Bancic, Roumaine, 32 ans (seule femme du groupe, guillotinée en Allemagne le 10 mai 1944)
- Joseph Boczov [József Boczor; Wolff Ferenc] (AR), Hongrois, 38 ans - Ingénieur chimiste
- Georges Cloarec, Français, 20 ans
- Rino Della Negra, Italien, 19 ans
- Thomas Elek [Elek Tamás] (AR), Hongrois, 18 ans - Étudiant
- Maurice Fingercwajg (AR), Polonais, 19 ans
- Spartaco Fontanot (AR), Italien, 22 ans
- Jonas Geduldig, Polonais, 26 ans
- Emeric Glasz [Békés (Glass) Imre], Hongrois, 42 ans - Ouvrier métallurgiste
- Léon Goldberg, Polonais, 19 ans
- Szlama Grzywacz (AR), Polonais, 34 ans
- Stanislas Kubacki, Polonais, 36 ans
- Cesare Luccarini, Italien, 22 ans
- Missak Manouchian (AR), Arménien, 37 ans
- Armenak Arpen Manoukian, Arménien, 44 ans
- Marcel Rayman (AR), Polonais, 21 ans
- Roger Rouxel, Français, 18 ans
- Antoine Salvadori, Italien, 24 ans
- Willy Schapiro, Polonais, 29 ans
- Amedeo Usseglio, Italien, 32 ans
- Wolf Wajsbrot (AR), Polonais, 18 ans
- Robert Witchitz (AR), Français, 19 ans

## Hommages
La photo de Marcel Rajman occupe la couverture de "L'Affiche rouge, livre du journaliste et écrivain Philippe Ganier-Raymond, paru en février 1976, quelques mois avant le film L'Affiche rouge de Franck Cassenti.
Le square Marcel-Rajman, situé rue Merlin dans le 11e arrondissement à Paris, porte son nom depuis l'arrêté du 14 janvier 1994. Il a été le lieu d'une cérémonie du souvenir le 21 février 2010.
Le 21 février 2024, il est cité « Mort pour la France », ainsi que ses 23 autres camarades,  avec l'entrée de Missak et de Mélinée Manouchian lors de la cérémonie de panthéonisation en présence d'Emmanuel Macron, président de la République française. Une plaque portant son nom et ceux des 23 résistants de son groupe est apposée au Panthéon.

## Filmographie
- Des terroristes à la retraite, documentaire de Mosco Boucault, 1985
- La traque de l'affiche rouge, documentaire de Jorge Amat et Denis Peschanki 2006 (phares et balises productions)
- L'Armée du crime de Robert Guédiguian, sorti en 2009.
- Les FTP-MOI dans la Résistance (2013) de Mourad Laffitte et Laurence Karsznia, produit par Images contemporaines
- Une jeunesse parisienne en résistance 2015 réalisé par Mourad Laffitte et Laurence Karsznia source BNF http://catalogue.bnf.fr/ark:/12148/cb44427959z (documentaire dans lequel est rappelé le rôle de Marcel Rayman )

## Roman graphique
En 2014, Jeanne Puchol dessine, sur un scénario de Laurent Galandon, le roman graphique Vivre à en mourir (Éditions du Lombard) centré sur le personnage de Marcel Rayman.